# Alfred de Chapeaurouge
Alfred Ami Dauphin de Chapeaurouge (* 1. Juni 1907 in Hamburg; † 3. Mai 1993 ebenda) war ein deutscher Diplomat und Politiker (CDU). Er war von 1953 bis 1986 Mitglied der Hamburgischen Bürgerschaft und von 1966 bis 1983 deren Erster Vizepräsident.

## Leben
Alfred de Chapeaurouge war der Sohn des Hamburger Politikers und Senators Paul de Chapeaurouge. Er absolvierte nach seinem Abitur auf dem Johanneum in Hamburg ein Studium der Rechtswissenschaften. Er besuchte die Universitäten in Heidelberg, wo er dem Corps Guestphalia beitrat, Lausanne, München und Hamburg und ging für ein Jahr als Austauschstudent in die Vereinigten Staaten an die University of Kansas.

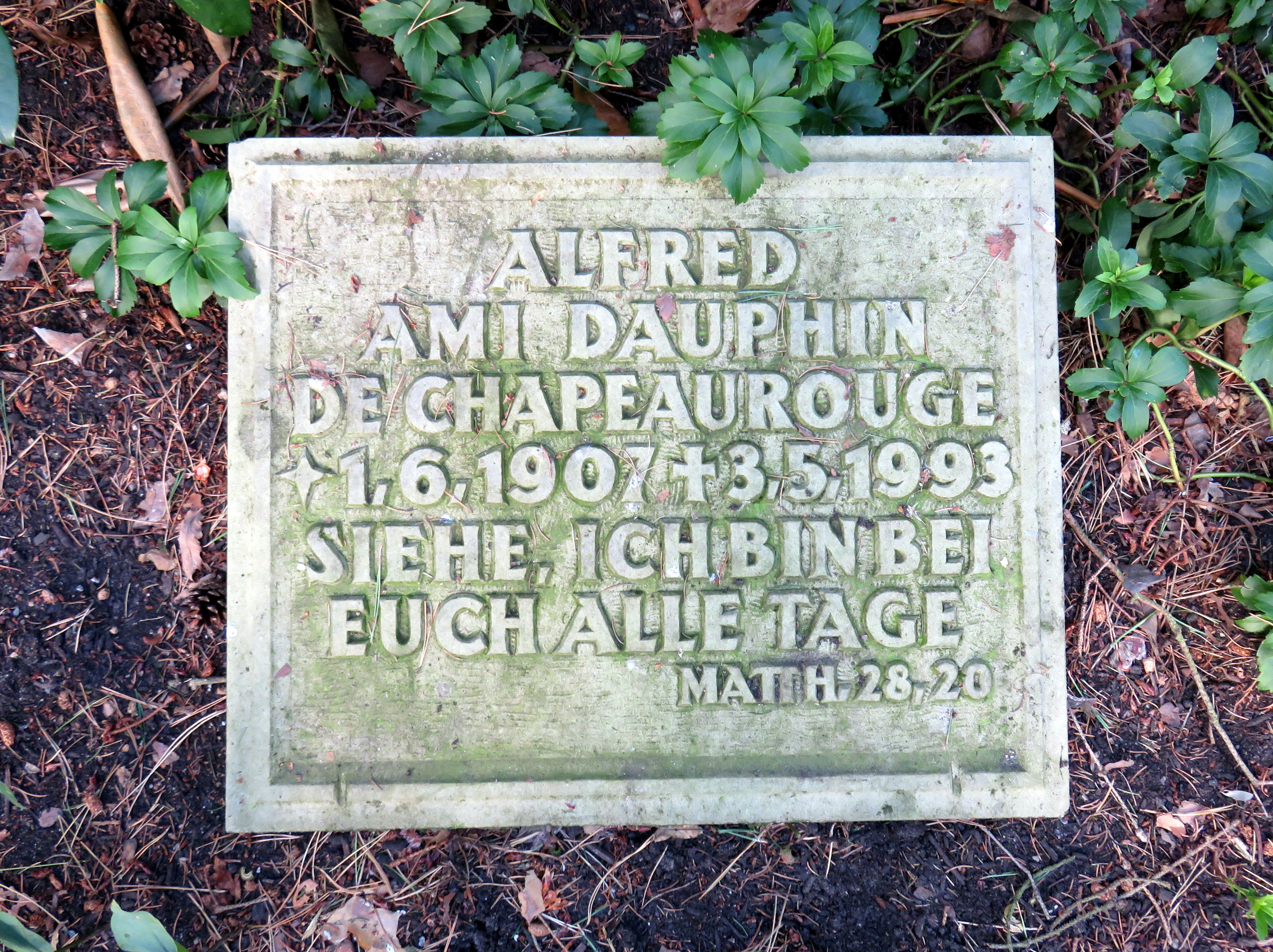
Kissenstein für Alfred Ami Dauphin de Chapeaurouge,
Familiengrab auf dem Friedhof Ohlsdorf

Nachdem er als Assessor anerkannt war, schlug er 1935 eine Laufbahn im diplomatischen Dienst ein. Er war als Attaché, Vizekonsul und Legationsrat tätig. Seine Stationen waren Sofia, Beirut, Bukarest und Istanbul. Danach war er als Referent beim Protokoll des Auswärtigen Dienst beschäftigt. Während der Zeit des Nationalsozialismus trat er zum 1. Juni 1937 der NSDAP bei (Mitgliedsnummer 3.936.581).
In der SA war er Rottenführer. Die Mitgliedschaft in der nationalsozialistischen Organisation war unfreiwillig. Während der Referendarszeit im Lager Jüterbog ultimativ aufgefordert, sich einem „nationalen Verband“ anzuschließen, trat er mit Gleichgesinnten dem „Stahlhelm“ der Hugenberg´schen DNVP bei. Dieser wurde kurze Zeit später mit der SA zwangsvereinigt. Aus der SA-Mitgliedschaft folgte die Mitgliedschaft in der NSDAP. Schon 1936 versuchte das Regime, Alfred de Chapeaurouge aus dem Dienst des Auswärtigen Amtes zu entfernen. 1938 wurde er schließlich, da er „politisch nicht gefestigt“ sei, von Beirut aus in ein Arbeitserziehungslager eingewiesen. Man bedeutete ihm, dass er bei einem Fluchtversuch damit zu rechnen habe, dass die in Hamburg verbliebene Familie in „Schutzhaft“ genommen werde. In der Personalakte des Auswärtigen Amtes heißt es später in einem von Adolf Hitler unterschriebenen Befehl, dass er für weitere Beförderung nicht vorzusehen sei, da er als politisch unzuverlässig betrachtet werde. Sämtliche dazu vorhandenen Schriftstücke befinden sich im Familienarchiv.
Nach dem Zweiten Weltkrieg und Kriegsgefangenschaft ließ er sich in Hamburg als Notar nieder.
Im Bereich der Familiengrabstätte Jacques Henri de Chapeaurouge auf dem Friedhof Ohlsdorf im Planquadrat Q 25 nördlich Wasserturm befindet sich ein Kissenstein für Alfred Ami Dauphin de Chapeaurouge.

## Politik
1953 wurde Alfred de Chapeaurouge als Deputierter der Schulbehörde benannt und war Mitglied der Hamburgischen Bürgerschaft von der 3. bis zur 11. Wahlperiode (1953 bis 1986). Vom 1. April 1966 bis 1983 hatte er das Amt als Erster Vizepräsident der Bürgerschaft inne.
Neben der Parlamentsarbeit war er zudem Vorsitzender der Europa-Union Hamburg.

## Ehrung
1982 erhielt er den Emil-von-Sauer-Preis des Hamburgischen Anwaltsvereins und 1987 die Bürgermeister-Stolten-Medaille der Stadt Hamburg.